# Nytorp (Vårby)

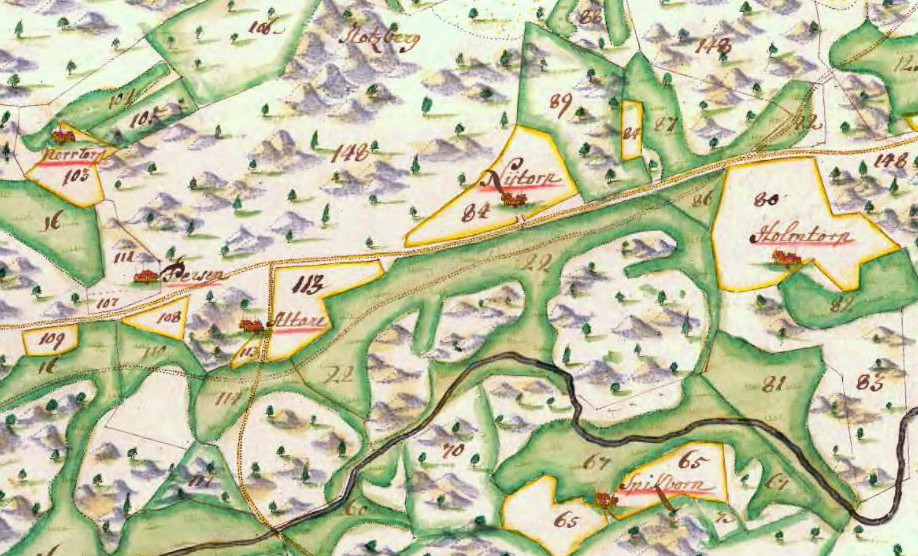
General Carta öfwer Vårby säteri 1703 med Nytorp i mitten.

Nytorp var ett torp under Vårby säteri i nuvarande kommundelen Segeltorp i nordvästra Huddinge kommun. 
Torpet har rötter från 1600-talets slut och låg vid den 1673 nya färdvägen (nuvarande Gamla Södertäljevägen) mellan Hornstull och Fittja bro som ersatte  ”den gamle Götha vägen”. Torpet var beläget vid Gamla Södertäljevägen 170.
Nytorp återfinns i jordeboken från 1749 som frälse och i husförhörslängderna från 1751 som torp under godset Vårby gård. År 1800 försvann Nytorp ur längderna. Den siste torparen var Olof Nilsson, född 1746, och hans hustru Margareta, född 1749, som tillsammans med sina tre barn och tjänstefolk brukade Nytorp. Det är okänt när huset revs.